# Kliment Bojadžiev
Kliment Bojadžiev (in bulgaro Климент Бояджиев?; Ocrida, 15 luglio 1861 – Sofia, 15 luglio 1933) è stato un generale bulgaro fu uno dei più grandi generali bulgari del XX secolo.
È ricordato per la sua partecipazione alle due guerre balcaniche e alla prima guerra mondiale. È particolarmente famoso per la sua capacità di coordinamento con i suoi alleati degli imperi centrali e la sua rapida penetrazione in territorio serbo partendo dal confine sudorientale del confine nella terza offensiva in Serbia nel novembre del 1915. Questa sua rapida avanzata in territorio nemico gli permise di tagliare in due le forze dell'Intesa, intrappolando le restanti truppe serbe nella parte settentrionale del paese, lasciandole in balia delle armate austro-tedesche. Rese dunque innocue le forze dell'Intesa, sbarcate poche settimane prima a Salonicco, col principale obbiettivo di prestare aiuto all'alleato serbo.